# Eliurus
Eliurus (Milne-Edwards, 1885) è un genere di roditori della famiglia dei Nesomiidi.

## Descrizione

### Dimensioni
Al genere Eliurus appartengono roditori di piccole dimensioni, con lunghezza della testa e del corpo tra 80 e 175 mm, la lunghezza della coda tra 84 e 207 mm e un peso fino a 103 g.

### Caratteristiche craniche e dentarie
Il cranio presenta un rostro lungo ed appuntito, una larga scatola cranica tondeggiante e l'assenza di creste sopra-orbitali. Il foro infra-orbitale è relativamente grande, le placche zigomatiche con il bordo anteriore dritto e le bolle timpaniche non eccessivamente grandi. La superficie occlusiva dei molari mostra le serie di cuspidi trasformate in lamine trasversali.
Sono caratterizzati dalla seguente formula dentaria:

### Aspetto
La pelliccia è corta, soffice e fine, cosparsa di lunghi peli nerastri. Le parti dorsali variano dal marrone chiaro al grigio-brunastro, mentre le parti ventrali sono grigie o color crema. È spesso frequente un anello nerastro intorno agli occhi. Le orecchie sono scure e prive di peli. Le zampe anteriori hanno quattro dita ben sviluppate, ognuna fornita di un artiglio e con il pollice ridotto ad un tubercolo e provvisto di un'unghia appiattita. I piedi sono corti e larghi, hanno cinque dita, ognuna con un artiglio parzialmente nascosto da un ciuffo di peli chiari. Le piante dei piedi sono provviste di sei cuscinetti carnosi ben sviluppati, i palmi di cinque. Il dorso delle zampe è solitamente ricoperto di peli biancastri.  La coda è più lunga della testa e del corpo, è ricoperta di peli che diventano sempre più lunghi verso l'estremità dove formano un vistoso ciuffo, che può variare dal nerastro al biancastro. Le femmine hanno un paio di mammelle ascellari, uno addominale e uno inguinale. 

## Distribuzione
Sono roditori arboricoli endemici del Madagascar.

## Tassonomia
Il genere comprende 13 specie.
- Eliurus antsingy
- Eliurus carletoni
- Eliurus danieli
- Eliurus grandidieri
- Eliurus majori
- Eliurus minor
- Eliurus myoxinus
- Eliurus penicillatus
- Eliurus petteri
- Eliurus webbi
- E.tanala Species Group
  - Eliurus ellermani
  - Eliurus tanala
  - Eliurus tsingimbato